# Why (canción de Tony Sheridan)
«Why» es una de las primeras canciones realizadas por The Beatles cuando fueron respaldados por Tony Sheridan como The Beat Brothers. En el Reino Unido, fue el lado B del rock instrumental "Cry for a Shadow". Originalmente pensada para ser la cara A, el sello discográfico Polydor, pero decidió no publicarla así (en ese momento). Cuando The Beatles estaban ganando popularidad en 1964, el sello discográfico decidió lanzarlo con "Cry for a Shadow" como el lado A y "Why" como Lado B. En la EE. UU. y Canadá, que fue lanzado como estaba previsto, por el norteamericano sello MGM con "Why" como el lado A y "Cry for a Shadow" como cara B, debido a que es un tema instrumental.

## Personal
- Tony Sheridan - Vocalista
- John Lennon - guitarra rítmica
- Paul McCartney - bajo
- George Harrison - guitarra
- Pete Best - Batería
- Karl Hinze - ingeniero